# Pagari
Pagari est un village situé dans la commune de Mäetaguse du comté de Viru-Est en Estonie.
Au 31 décembre 2011, il compte 113 habitants.